# Rochesson
Rochesson település Franciaországban, Vosges megyében. Lakosainak száma 676 fő (2022. január 1.). Rochesson Gérardmer, Basse-sur-le-Rupt, La Bresse, Gerbamont, Sapois és Cornimont községekkel határos.

## Népesség
A település népessége az elmúlt években az alábbi módon változott:
| Lakosok száma | 708  | 699  | 716  | 699  | 693  | 686  | 680  | 679  | 676  |
|               | 2013 | 2015 | 2016 | 2017 | 2018 | 2019 | 2020 | 2021 | 2022 |